# Romana Logar
Romana Logar, slovenska ekonomistka, političarka,* 8. januar 1952, Celje.
Bila je generalna direktorica SDK, Agencije RS za plačilni promet, nadziranje in informiranje in Ajpesa. Med 22. junijem in 8. decembrom 2000 je bila državna sekretarka Republike Slovenije na Ministrstvu za finance Republike Slovenije. Bila je tudi svetovalka poslanske skupine SDS.